# Euploea leucostictos
Euploea leucostictos är en fjärilsart som beskrevs av Gmelin 1788. Euploea leucostictos ingår i släktet Euploea och familjen praktfjärilar. Inga underarter finns listade i Catalogue of Life.